# 朴晟源
朴 晟源（パク・ソンウォン、ハングル表記：박성원、1969年 - ）は、韓国の小説家。故郷の大邱市にある啓明大学校文芸創作学科で教鞭をとっている。

## 略歴
1969年に大邱市で生まれた。韓国南部の内陸にあるその都市は、彼の両親が、朝鮮戦争が終わった後に境界線を越えて南下し、定着した場所だった。彼はその地で幼年期と青年期を過ごし、大学もそこで通った。末っ子として生まれた彼は、兄弟とかなりの年齢差があったため、彼らを介して自分より上の世代の文化に早くから接することになる。そのうち彼が特に刺激を受けたのが音楽、特に70年代前後のアメリカのポピュラーミュージック、そして社会的・実存的な方面で時代の感受性を色濃く反映している韓国の男性知識人作家らの小説だった。
彼が大学を卒業し、本格的に小説を書こうと決心したのは1990年代初頭のことだが、当時の韓国社会は、長期にわたった独裁が終わり、それに抵抗する民主化運動の熱気も収まり始めたころで、世界的に広まり始めた後期資本主義体制の直接的な影響下に置かれ始めた時期だった。それに伴って小説の分野でも、かつての社会的想像力にもとづく伝統的なリアリズムから抜け出し、新たな感覚とスタイルを求める傾向が出てきた。彼をはじめとする同世代の小説家たちは、そういった期待に応え、20歳を過ぎたばかりの頃に早くも登壇し、大きな理想が消滅した後の現状を、様々な実験的な試みを通じて果敢に追求した。
彼の小説は、3冊目の短編集『僕らは駆けてゆく』(2005)以降、連作の形をとる傾向、また連作にはなっていなくても、繰り返し現れるシニアイアンを通じて複数の小説が互いにつながってゆく傾向が目立ち始める。テーマの面においても、この頃から資本主義社会に対する批判の性格がさらに明確になっていくのが見て取れる。このような形式および内容面での特徴は、4冊目の短編集『都市は何によってできているのか』 (2009、邦訳は2012年CUON刊)、5冊目の短編集『一日』(2012)で、さらに深みを増している。

## 年譜
- 2003年 今日の若い芸術家賞文学部門
- 2010年 短編"汚れ"で第55回現代文学賞受賞
- 2012年 短編"夜の朝"で第17回現代仏教文学賞受賞

## 邦訳作品
- 『都市は何によってできているのか』吉川凪訳、クオン、新しい韓国の文学、2012年9月

## 代表作品
- 1996年 異常, 李箱, 理想  (이상(異常) 이상(李箱) 이상(理想) , 문학과지성사)
- 2000年 私を盗め（나를 훔쳐라, 문학과지성사）
- 2005年 僕らは駆けてゆく（우리는 달려간다, 문학과지성사）
- 2009年 都市は何によってできているのか（도시는 무엇으로 이루어지는가, 문학동네）
- 2012年 一日（하루, 문학과지성사）